# Mudschahid

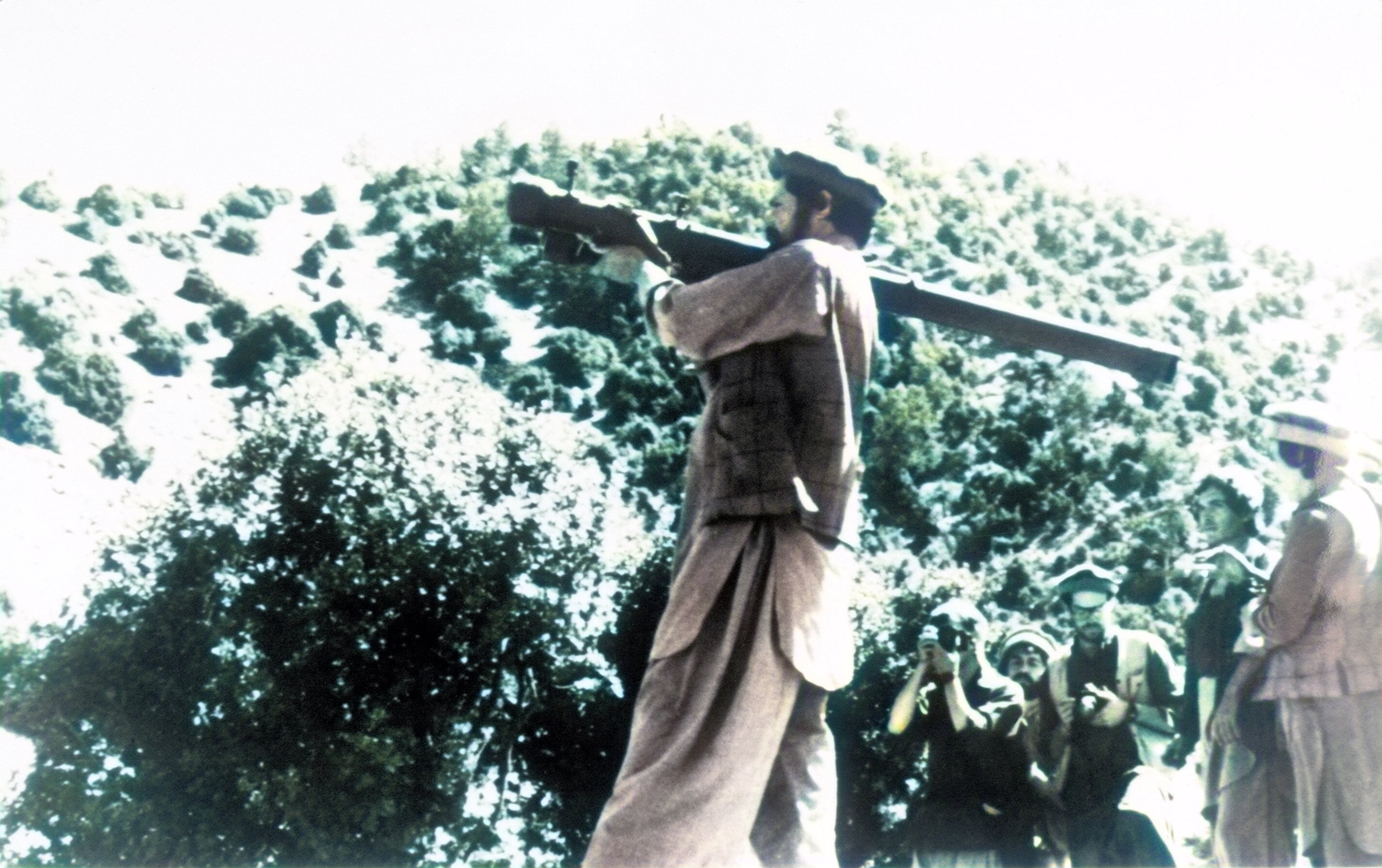
Mudschahid im Sowjetischen Afghanistankrieg, 1988

Der Ausdruck Mudschahid (laut Duden Mudschahed, Mudjahed oder Mujahed; arabisch مجاهد Mudschāhid, DMG Muǧāhid ‚Kämpfer‘, Mehrzahl Nominativ Mudschāhidūn und Genitiv/Akkusativ Mudschāhidīn) ist von arabisch جَهَدَ, DMG ǧahada ‚sich bemühen, streben, sich anstrengen‘ abgeleitet und bedeutet ins Deutsche übersetzt „jemand, der Dschihad betreibt“. Er wird vor allem in Massenmedien oft irreführend als „Gotteskrieger“ übersetzt. Das Wort wird im Zusammenhang mit dem Islam verwendet und bezeichnet dann in der Regel islamistische Widerstandskämpfer oder Guerilla-Gruppierungen.
Der Plural ist Mudschahidin oder Mudschahedin, auch die Schreibweise Mudschaheddin wird verwendet. Im Arabischen wird das Wort auf der zweiten Silbe betont, im Persischen auf der letzten. Im iranischen Persischen wird das kurze i der dritten Silbe zu e und das kurze u zum o abgeschliffen, nicht hingegen im afghanisch-tadschikischen Dari-Persischen. Da der Begriff im Verlauf des Krieges islamischer Kämpfer gegen die Sowjetunion in Afghanistan im Westen populär wurde, hat sich die Variante mit iranisch-persischer Aussprache weit verbreitet.
Der Begriff kann sich aber auch allgemeiner auf Personen beziehen, die sich um die Verbreitung oder Verteidigung des Islam bemühen oder individuell bestrebt sind, „Gottes Weg zu folgen“. In diesem Sinne kann jemand, der seinen Glauben (z. B. den Islam) studiert und diesen reinen Gewissens lebt, ebenfalls ein Mudschahid sein.

## Mudschahidin in Afghanistan
Als Mudschahidin bezeichneten sich die verschiedenen Guerilla-Gruppierungen, die von 1979 bis 1989 in Afghanistan gegen die sowjetischen Truppen und die von ihnen gestützte kommunistische Regierung (Sowjetische Intervention in Afghanistan) kämpften. Sie erhielten finanzielle und materielle Unterstützung vor allem von den Vereinigten Staaten, Pakistan und Saudi-Arabien. Die Waffenlieferungen und die Ausbildung vieler Kämpfer wurden vor allem vom US-amerikanischen Geheimdienst CIA und dem pakistanischen Geheimdienst ISI organisiert. Die CIA investierte im Rahmen der verdeckten Operation Cyclone mehrere Milliarden US-Dollar in die islamistischen Aufständischen. Nach dem Abzug der sowjetischen Truppen 1989 kam es zum Bürgerkrieg zwischen den verschiedenen Mudschahidin-Gruppierungen.
Um den Widerstand gegen die sowjetische Besatzung in Afghanistan anzuspornen, hatten die USA unter anderem mehrere Millionen Dollar in gewaltverherrlichende Lehrbücher investiert. Diese Bücher mit Gewaltdarstellungen und militanten islamistischen Lehren brachten den afghanischen Schulkindern die Lehre vom Dschihad im Sinne vom „Heiligen Krieg“ nahe. Diese Bücher wurden ebenfalls in Lagern für afghanische Flüchtlinge in Pakistan im Unterricht eingesetzt. Auch die Taliban verwendeten die von den USA produzierten Bücher. Um die Bücher mit ihrer aus dem Koran abgeleiteten Ideologie des Bilderverbots in Einklang zu bringen, wurden die menschlichen Gesichter darin herausgeschnitten.
| Name                                               | Name in Deutsch                                      | Führer                               | Ausrichtung                                         | Basis der Parteiführung |
| Mahaz-i Milli-yi Islami-yi Afghanistan             | Nationale Islamische Front                           | Pir Sayyid Said Ahmad Gilani         | Traditionell-nationalistisch, monarchistisch        | Peschawar               |
| Jabhah-i Nijat-i Milli-yi Afghanistan              | Nationale Befreiungsfront Afghanistans               | Sibghatullah Modschaddedi            | Traditionell-nationalistisch                        | Peschawar               |
| Harakat-i Inqilab-i Islami-yi Afghanistan          | Bewegung für die islamische Revolution               | Mawlawi Muhammad Nabi Muhammadi      | Traditionell-islamistisch                           | Peschawar               |
| Hizb-i Islami-yi Afghanistan, Hekmatyār            | Islamische Partei Afghanistans                       | Gulbuddin Hekmatyār                  | Radikal-islamistisch                                | Peschawar               |
| Hizb-i Islami-yi Afghanistan, Chalis               | Islamische Partei Afghanistans, Chalis               | Junis Chalis                         | Islamistisch, Anti-Schiitisch                       | Peschawar               |
| Jamʿiyyat-i Islami-yi Afghanistan                  | Islamische Versammlung Afghanistans                  | Burhānuddin Rabbāni                  | Moderat-islamistisch                                | Peschawar               |
| Ittihad-i Islami Bara-yi Azadi-yi Afghanistan      | Islamische Einheit für die Freiheit Afghanistans     | Abdul Rasul Sayyaf                   | Radikal-islamistisch, Anti-Schiitisch, Salafistisch | Peschawar               |
| Shura-yi Inqilab-i Ittifaq-i Islami-yi Afghanistan | Rat der islamischen Vereinigung                      | Sayed Ali Behishti                   | Schiitisch, traditionell-nationalistisch            | Hazaradschat            |
| Sazman-i Nasr-i Inqilab-i Islami-yi Afghanistan    | Organisation für den Sieg der islamischen Revolution | Muhammad Hussain Sadiqi              | Schiitisch, Pro-Chomeini-islamistisch               | Iran                    |
| Pasdaran-i Jihad-i Islami-yi Afghanistan           | Wächter des islamischen Dschihads                    | Ali Jan Zahedi                       | Schiitisch, Pro-Chomeini-islamistisch               | Iran                    |
| Hizbullah                                          | Partei Gottes                                        | Sheikh Wusuqi Qari Ali Ahmed Darwazi | Schiitisch, Pro-Chomeini-islamistisch               | Iran                    |

## Mudschahidin in den Jugoslawienkriegen
Auch im Bosnienkrieg kämpften ausländische Freiwillige, größtenteils ehemalige Afghanistankämpfer, als sogenannte Mudschahidin (mudžahedin) ab 1992 auf Seiten der bosnisch-muslimischen Streitkräfte.
Während des Bosnienkrieges kam es zu zahlreichen Gräueltaten von Mudschahidin, unter anderem unter der Führung des Oberbefehlshabers der bosnischen Armee, Rasim Delić, an Serben und Kroaten in Zentralbosnien und der Region von Ozren. Auf Befehl von Osama bin Laden kämpften die al-Qaida-Anhänger während des gesamten Krieges mit der bosnischen Armee an vorderster Front.